# 夏港街道 (江阴市)
夏港街道，是中华人民共和国江苏省无锡市江阴市下辖的一个已撤销的乡镇级行政单位。下辖行政区划已合并入临港街道。
长江村下属的长江集团是中国企业500强排名195位，中国百强名营企业名列13位。

## 行政区划
夏港街道下辖以下地区：
普惠苑社区、通江路社区、澄西新村社区、望江社区、普惠村、夏东村、夏港村、长江村、三元村、新沟村、李沟头村、三联村、景贤村、夏南村、葫桥村、黄田港村和江锋村。